# Cosmarium meneghinii
Cosmarium meneghinii  là một loài Song tinh tảo trong họ Desmidiaceae, thuộc chi Cosmarium.